# Таусон, Клара
Клара Таусон (дат. Clara Tauson; род. 21 декабря 2002) — датская теннисистка; победительница трёх турниров WTA в одиночном разряде; бывшая первая ракетка юниорского рейтинга.

## Спортивная карьера
Начала играть в теннис в 6 или 7 лет.

### 2013—2016
В 2013 году (в 10 лет) дебютировала в юниорском туре Европейской теннисной ассоциации.
В 2016 году (в 13 лет) стала чемпионкой Дании — самой молодой в истории.

### 2017—2019
В профессионалах с 2017 года, когда начала выступать в туре ITF.
В 2019 году победила на Открытом чемпионате Австралии среди юниоров. В том же году поднялась на 1-е место юниорского рейтинга.
Кроме того, в апреле того года дебютировала в профессиональной серии WTA, получив уайлд-кард в квалификационную сетку турнира в Лугано. Успешно пройдя квалификацию, проиграла в первом круге основной сетки россиянке Родиной.
Завершила год на 267-м месте рейтинга.

### 2020
Осенью 2020 года прошла квалификацию взрослого Открытого чемпионата Франции и в итоге добралась до 2-го круга, где проиграла американке Даниэль Коллинз.
Завершила год на 152-м месте рейтинга при оотношении побед и поражений 30 к 7.

### 2021
В 2021 году победила в одиночном разряде на двух турнирах серии WTA 250 (Лион, Люксембург) и одном турнире серии WTA 125 (Чикаго).
Кроме того, в том году рейтинг Клары уже позволял ей начинать Открытый чемпионат Франции, Уимблдон и Открытый чемпионат США сразу с основной сетки. Во Франции и США она добиралась до 2-го круга, где проиграла, соответственно, 15-й сеяной Азаренко и первой ракетке мира Барти. В Уимблдоне проиграла в первом 14-й сеяной Барборе Крейчиковой.
Завершила год на 44-м месте рейтинга.

### 2022
На Открытом чемпионате Австралии добралась до 3-го круга, где проиграла будущей финалистке Даниэль Коллинз. Во втором круге победила 7-ю ракетку мира и 6-ю сеяную Анетт Контавейт.

### 2025
5 января 2025 года на турнире категории 250 в городе Окленд завоевала свой третий титул WTA. При счёте 4—6, на отказе соперницы Наоми Осака из-за травмы, Клара Таусон выиграла финал.

## Итоговое место в рейтинге WTA по годам
| Год  | Одиночный рейтинг | Парный рейтинг |
| 2024 | 52                | 1027           |
| 2023 | 85                |                |
| 2022 | 128               | 848            |
| 2021 | 44                | 450            |
| 2020 | 152               | 630            |
| 2019 | 267               |                |
| 2018 | 863               |                |
| 2017 | 938               |                |

## Выступления на турнирах

### Финалы турнировWTAв одиночном разряде (5)

#### Победы (3)
| Легенда:                    |
| --------------------------- |
| Турниры Большого шлема (0)* |
| Олимпиада (0)               |
| Итоговый турнир WTA (0)     |
| WTA 1000 (0)                |
| WTA 500 (0)                 |
| WTA 250 (3)                 |

| Титулы по покрытиям | Титулы по месту проведения матчей турнира |
| ------------------- | ----------------------------------------- |
| Хард (3)*           | Зал (2)                                   |
| Грунт (0)           | Зал (2)                                   |
| Трава (0)           | Открытый воздух (1)                       |
| Ковёр (0)           | Открытый воздух (1)                       |

* количество побед в одиночном разряде.
| №  | Дата             | Турнир                 | Покрытие   | Соперница в финале | Счёт        |
| 1. | 7 марта 2021     | Лион, Франция          | Хард (зал) | Виктория Голубич   | 6-4 6-1     |
| 2. | 19 сентября 2021 | Люксембург             | Хард (зал) | Елена Остапенко    | 6-3 4-6 6-4 |
| 3. | 5 января 2025    | Окленд, Новая Зеландия | Хард       | Наоми Осака        | 4-6 — отказ |

#### Поражения (2)
| №  | Дата            | Турнир           | Покрытие   | Соперница в финале | Счёт       |
| 1. | 31 октября 2021 | Курмайёр, Италия | Хард (зал) | Донна Векич        | 6-7(3) 2-6 |
| 2. | 22 февраля 2025 | Дубай, ОАЭ       | Хард       | Мирра Андреева     | 6-7(1) 1-6 |